# Asics-CGA
El Asics-CGA fue un equipo ciclista italiano de ciclismo en ruta que compitió entre 1997 y 1998. Se considera el heredero del equipo Carrera. La última temporada se conoció como Riso Scotti-Vinavil.

## Corredor mejor clasificado en las Grandes Vueltas
| Año  | Giro de Italia          | Tour de Francia         | Vuelta a España          |
| ---- | ----------------------- | ----------------------- | ------------------------ |
| 1979 | -                       | 6.º Giovanni Battaglin  | -                        |
| 1980 | 3.º Giovanni Battaglin  | -                       | -                        |
| 1981 | 1.º Giovanni Battaglin  | -                       | 1.º Giovanni Battaglin   |
| 1982 | 16.º Amilcare Sgalbazzi | 58.º Luciano Loro       | -                        |
| 1983 | 2.º Roberto Visentini   | -                       | -                        |
| 1984 | 18.º Roberto Visentini  | 22.º Luciano Loro       | -                        |
| 1985 | 23.º Erich Maechler     | 23.º Beat Breu          | -                        |
| 1986 | 1.º Roberto Visentini   | 3.º Urs Zimmermann      | -                        |
| 1987 | 1.º Stephen Roche       | 1.º Stephen Roche       | -                        |
| 1988 | 3.º Urs Zimmermann      | 22.º Roberto Visentini  | 15.º Marco Franco Votolo |
| 1989 | 6.º Urs Zimmermann      | 40.º Primož Čerin       | 58.º Erich Maechler      |
| 1990 | 12.º Claudio Chiappucci | 2.º Claudio Chiappucci  | -                        |
| 1991 | 2.º Claudio Chiappucci  | 3.º Claudio Chiappucci  | 47.º Guido Bontempi      |
| 1992 | 2.º Claudio Chiappucci  | 2.º Claudio Chiappucci  | 15.º Stephen Roche       |
| 1993 | 3.º Claudio Chiappucci  | 6.º Claudio Chiappucci  | -                        |
| 1994 | 2.º Marco Pantani       | 3.º Marco Pantani       | -                        |
| 1995 | 4.º Claudio Chiappucci  | 11.º Claudio Chiappucci | 87.º Stefano Cembali     |
| 1996 | 2.º Enrico Zaina        | 5.º Peter Luttenberger  | -                        |
| 1997 | 11.º Andrea Noè         | -                       | 4.º Enrico Zaina         |
| 1998 | 7.º Paolo Bettini       | 32.º Oscar Pozzi        | -                        |
| 1999 | 21.º Aleksandr Shefer   | -                       | 46.º Aleksandr Shefer    |

## Principales resultados

### A las grandes vueltas
- Giro de Italia
  - 3 participaciones (1997, 1998, 1999)
  - 2 victorias de etapa:
    - 1 el 1997: Alessandro Baronti
    - 2 el 1998: Andrea Noè y Michele Bartoli

  - 0 clasificaciones secundarias:

- Tour de Francia
  - 1 participación ((1998))
  - 0 victorias de etapa:
  - 0 clasificaciones secundarias:

- Vuelta a España
  - 2 participaciones (1997, 1999)
  - 0 victorias de etapa:
  - 0 clasificaciones secundarias:

### Otras carreras
- 1998
  - Campeonato de Zúrich (Michele Bartoli  Italia)
  - Lieja-Bastoña-Lieja (Michele Bartoli  Italia)
  - Copa del Mundo de ciclismo 1998
    - Classement individuel (Michele Bartoli  Italia)

## Clasificaciones UCI
| Temporada | Clasificación por equipos | Mejor ciclista en la clasificación individual |
| --------- | ------------------------- | --------------------------------------------- |
| 1997      | 21.º                      | Andrea Noè (69.º)                             |
| 1998      | 7.º                       | Michele Bartoli (1.º)                         |
| 1999      | 22.º                      | Ivan Basso (123.º)                            |